# إدغار د. بوش
إدغار د. بوش (بالإنجليزية: Edgar D. Bush)‏ هو سياسي أمريكي، ولد في 3 فبراير 1873 في الولايات المتحدة، وتوفي في 21 يوليو 1949. حزبياً، نشط في الحزب الجمهوري.